# Квітка пустелі (фільм, 1925)
«Квітка пустелі» (англ. The Desert Flower) — американський вестерн режисера Ірвінга Каммінгса 1925 року.

## У ролях
- Коллін Мур — Меггі Фортуна
- Ллойд Г'юз — Ранс Конвей
- Кейт Прайс — місіс Макквад
- Джино Коррадо — Хосе Лі
- Фред Воррен — Діззі
- Френк Браунлі — Майк Дайєр
- Ізабель Кіт — Інга Галверсон
- Анна Мей Волтголл — Флозелла
- Вільям Бейлі — Джек Ройал
- Монте Коллінз — містер Макквад